# ديفيد جونز (مطور لعبة فيديو)
ديفيد سكوت جونز (بالإنجليزية: David Scott Jones)‏، من مواليد شهر أكتوبر 1965، مطور لعبة فيديو بريطاني، أشتهر بإنتاج وتطوير أهم سلاسل ألعاب الفيديو، ومن ضمنها ليمينجز، جراند ثفت أوتو، كراك داون.